# Andira villosa
Andira villosa är en ärtväxtart som beskrevs av Anthonia Kleinhoonte. Andira villosa ingår i släktet Andira och familjen ärtväxter. Inga underarter finns listade i Catalogue of Life.